# Szabados Árpád (író)
Szabados Árpád (Szatmárnémeti, 1896. szeptember 13. – Kolozsvár, 1945. szeptember 2.) erdélyi magyar színműíró és színházi rendező.

## Életútja, munkássága
Szülővárosában, a Szatmárnémeti Református Gimnáziumban végezte a középiskolát. Utána a budapesti Műegyetemre iratkozott be, de rövidesen abbahagyta ottani tanulmányait és Rákosi Szidi színiiskolájába járt. Az első világháborúban az orosz fronton harcolt, 1917-ben fogságba esett. Tábori színházat szervezett, majd amikor 1921-ben hazatért, különböző színtársulatokban (1925/26-ban Gáspár Jenő, 1928/29-ben Fehér Imre, 1931/32-ben Fekete Miklós társulatában) játszott Szatmárnémetiben, majd Nagyváradon, Temesváron, Brassóban. 1937-től a kolozsvári Thália Színház rendezője volt.
Ekkor már néhány – nem is sikertelen – irodalmi próbálkozás volt a háta mögött: a Szamos című lapban versekkel jelentkezett, s erre az időre esnek első drámaírói próbálkozásai, amelyeken megfigyelhető a színpadtechnika és a színpadi hatáselemek feltűnően biztos kezelése, de az eredetiségre valló költői invenció is. Petőfi születésének centenáriumára írta Ecce Poeta című egyfelvonásosát (1922), amely a költőnek Prielle Kornélia iránt fellobbant szerelmét elevenítette fel. 1923. október 27-én indul útjára Szatmárnémetiben a „Színház és Művészetek” című szépirodalmi hetilap, amelynek felelős szerkesztője Szabados Árpád, a lap főmunkatársai pedig Pálos István és a húszesztendős Krémer Ferenc voltak.
Következő műve, az egész estét betöltő Testvérek a feszültségkeltés technikája és a lélektani elemzés terén mutat fel rendkívüli képességeket. Fekete autó című drámája az 1924-es kolozsvári drámapályázaton nyert díjat. A Zsoldosok (bemutató Marosvásárhely, 1928. február 25.) cselekménye a 15. század végén, az olasz városállamok közötti háborúk közepette játszódik le. Molter Károly szerint szerzője: „…teljesen kiforrott íróművész, aki a magyar nyelv lapidáris szépségét, kifejező erejét öntudatosan kamatoztatja. Drámai, rövid és lenyűgöző” (Székelyföld, 1928). Egy másik történelmi színműve, a keresztes háborúk idején játszódó Az asszony és a bolondok útját Hevesi Sándor egyengette a szegedi ősbemutató, majd a budapesti Nemzeti Színház Kamaraszínpada felé; ezt a darabját romantikus költőisége, nyelve Heltai Jenő A néma leventéjéhez teszi hasonlatossá. Virrasztók című drámájában a romániai magyarság sorskérdéseire irányítja a figyelmet. Írt néhány operettszövegkönyvet (Utolsó farsang; Velencei kaland; A szerelmes óbester), pszichologizáló detektívtörténetet (A gyanú), színjátékot (Hamlet a súgólyukban; Fülemüle); ez utóbbi Arany János költeménye nyomán született és Budapesten is bemutatták.
A kolozsvári Tháliában főképp a klasszikus repertoárhoz tartozó darabokat rendezett. Ibsen Solness építőmesterének 1937-es bemutatója az időszak egyik legegységesebben átgondolt rendezése volt. Kiváló kritikát kapott O’Neill Mindörökké című darabjának, G. B. Shaw Az ördög cimborájának, a Bánk bán és Az ember tragédiája mellett Kodály Háry Jánosának, Darvas József Szakadékának, Nyirő József Jézusfaragó emberének és Herczeg Ferenc Bizáncának rendezése is.